# Jupiter
Júpiter je zunanji, peti planet od Sonca in je največji planet znotraj našega Osončja. Plinaste orjake Jupiter, Saturn, Uran in Neptun včasih imenujejo tudi »jupitrovski planeti«. Ime je dobil po rimskem bogu Jupitru. Planet ima po štetju iz leta 2023 92 lun.

## Pregled
Ta plinasti orjak je 2,5-krat masivnejši kot vsi ostali planeti Osončja skupaj, čeprav ima samo 1/1047 Sončeve mase. Ker ima Jupiter tako veliko maso, leži masno središče Jupitra in Sonca nad Sončevo površino, 1,068 Sončevega polmera od središča Sonca. Jupiter je 318-krat masivnejši od Zemlje, s premerom 11-krat večjim od Zemlje in s 1310-kratno Zemljino prostornino. Ima 10-krat manjši premer kot Sonce in skoraj enako srednjo gostoto. Mnogi so ga označili kot »neuspešno zvezdo«, čeprav bi bila ta primerjava sorodna označitvi asteroida kot »neuspešne Zemlje«. Čeprav je Jupiter tako velikanski, obstajajo zunajosončni planeti z večjo maso.
Jupiter ima tudi največjo hitrost vrtenja okoli svoje osi med planeti v našem Osončju, z obodno hitrostjo 12,6 km/s na ekvatorju. Zaradi tega je njegova oblika nekoliko sploščena, kar se da lepo videti skozi daljnogled. Polarni premer je več kot 10.000 km manjši od ekvatorskega premera. Med planeti v našem Osončju je le Saturn bolj sploščen. Njegova najbolj znana vidna lastnost je verjetno Velika rdeča pega, nevihta večja od Zemlje. Planet je neprestano prekrit s plastjo oblakov.
Jupiter je za opazovalca z Zemlje ob opoziciji četrto najsvetlejše nebesno telo na nebu za Soncem, Luno, in Venero. Včasih je svetlejši le še Mars. Jupiter je znan že iz pradavnine. Galilejevo odkritje leta 1610 Jupitrovih štirih velikih lun: Io, Evropa, Ganimed in Kalisto (sedaj znane kot Galilejeve ali Galilejevske lune) je bilo prvo odkritje nebesnega gibanja, ki ni bilo navidezno osredotočeno na Zemljo. To odkritje je močno podprlo Kopernikovo heliocentrično sliko gibanja planetov. Galilejevi javni podpori Kopernikovi teoriji je prišla v navzkrižje inkvizicija.

## Fizikalne značilnosti
Jupiter je plinasti orjak, kar pomeni, da njegovo kemijsko sestavo v večini predstavljata vodik in helij. Ta dva elementa sta v planetarni geologiji klasificirana kot plina, kjer ta termin ne pove agregatnega stanja. Je največji planet v našem Osončju, s polmerom 142.984 km na ekvatorju in prostornino 1.421-krat večjo od Zemeljske.Njegova povprečna gostota, 1,326 g/cm3, je nižja od preostalih štirih kamnitih planetov.

### Sestava planeta
Jupitrovo atmosfero po masi prestavljata približno 76% vodik in 24% helij. Po volumnu je zgornja atmosfera približno 90% vodik in 10% helij, z nižjim razmerjem zaradi posameznih helijevih atomov, ki so masivnejši od vodikovih molekul v tem delu atmosfere. Atmosfera vsebuje sledne količine elementarnega ogljika, kisika, žvepla in neona, vsebuje pa tudi amonijak, vodne hlape, fosfin, vodikov sulfid in ogljikovodike kot so metan, etan in benzen. Njena najzunanješa plast vsebuje kristale zamrznjenega amonijaka. Planetova notranjost je gostejša, z masno sestavo približno 71% vodika, 24% helija in 5% preostalih elementov.
Razmerje vodika in helija v atmosferi so blizu teoretične sestave prvotne sončne meglice. Neon v zgornjem delui atmosfere glede na maso predstavlja 20 ppm, kar je približno eno desetino tega, kar najdemo v Soncu. Jupitrova pogostost helija je približno 80% Sončne zaradi padavin v obliki kapljic bogatih s helijem, proces živeč globoko v planetovi notranjosti.
Glede na spektroskopijo je Saturn predvidoma podobne sestave Jupitru, preostala orjaška planeta Uran in Neptun pa imata relativno manjšo količino vodika in helija in večji delež ostalih najpogostejših elementov, vključno s kisikom, ogljikom, dušikom in žveplom. Ti planeti so znani kot ledeni orjaki, saj so bili med njihovim nastankom ti elementi predvidoma vlkjučeni v obliki ledu, a sami verjetno vsebujejo malo ledu.

### Velikost in masa
Jupiter je približno 10-krat večji od Zemlje (11,209 R⊕) in manjši od Sonca (0,10276 R☉). Jupitrova masa je 318-kratnik Zemljine; 2,5-kratnik vseh ostalih planetov našega Osončja skupaj. Prav tako je tako masiven, da je njegov baricenter s Soncem leži nad Sončevo površino pri 1,068 R☉ od Sončeve sredine.Jupitrova masa je približno tisočino sončeve mase, saj imata podobni gostoti. "Jupitrova masa" (MJ ali MJup) je uporabljena kot enota za opis mase nebesnih teles, še posebej zunajosončnih planetov in rjavih pritlikavk. Na primer, zunajosončni planet HD 209458 b ima maso 0,69 MJ, rjava pritlikavka Gliese 229 b pa ima maso 60,4 MJ.
Teoretični modeli kažejo, da bi se Jupitova prostornina zmanjšala, le bi imel več kot 40% večjo maso zaradi povečanja notranjega tlaka, kljub povečani količini snovi. Za manjše spremembe v masi se polmer ne bi bistveno spremenil. Zato verjamemo, da ima planet za svojo sestavo in evolucijsko zgodovino maksimalen radij. Nadaljnja skrčitev z naraščanjem mase, bi se nadaljevala, dokler se ne bi sprožil zadosten zvezdni vžig. Čeprav bi Jupiter potreboval približno 75-kratno maso, da bi lahko prišlo do zlivanja vodika in bi postal zvezda, je njegov premer zadosten, saj imajo najmanjše rdeče pritlikavke lahko radij rahlo večji od Saturnovega.
Jupiter odda več toplote kot je prejme preko Sončnega sevanja, zaradi Kevin-Helmholtzovega mehanizma znotraj krčeče se notranjosti.:30 Ta proces povzroča, da se Jupiter skrči za približno 1 mm na leto. Ob času svojega nastanka, je bil Jupiter bolj vroč in je imel približno dvakrat večji premer.

### Atmosfera
Jupitrovo atmosfero sestavlja ~86 % vodika in ~14 % helija (po številu atomov, atmosfera predstavlja ~75 %/24 % mase z ~1 % mase drugih snovi. Notranjost vsebuje gostejše snovi tako, da je porazdelitev ~71 %/24 %/5 %). Atmosfera vsebuje sledi metana, vodne pare, amonijaka, in »skalnate« snovi. Poleg tega so prisotne majhne količine ogljika, etana, vodikovega sulfida, neona, kisika, fosfatov, in žvepla. Ta sestava atmosfere je zelo podobna sestavi sončne meglice. Saturn ima podobno sestavo, Uran in Neptun pa imata veliko manj vodika in helija.
Zgornji sloji Jupitrove atmosfere so izpostavljeni različnemu vrtenju. Pojav je prvi odkril Cassini 1690. Vrtenje Jupitrove polarne atmosfere je daljše za ~5 minut kot vrtenje atmosfere na ekvatorju. Poleg tega se oblaki, na različnih širinah vrtijo v nasprotni smeri. Vzajemno delovanje teh nasprotujočih se krožnih vzorcev povzroča nevihte in vrtinčenja (turbulence). Hitrost vetra je velikokrat 600 km/h.
Zunanji oblačni sloj atmosfere vsebuje ledene kristale, kristale zmrznjenega amonijaka in kristale amonijevega hidrosulfida.

### Planetovi obroči
Jupiter ima šibek sestav planetnega obroča. Obroč sestavljajo prašni delci, ki so jih z lun odnesli meteorji. Glavni obroč je nastal iz prahu s satelitov Adrasteje in Metisa. Dva širša tanka obroča obkrožata glavni obroč in izvirata iz Tebe in Amalteje. Na zunanji strani leži izjemno redek in oddaljen zunanji obroč, ki obkroža Jupiter v nasprotni smeri. Njegov izvor je negotov, lahko pa je nastal iz ujetega medplanetarnega prahu.

### Magnetosfera
Jupiter ima zelo veliko in močno magnetosfero. Če bi lahko videli njegovo magnetno polje z Zemlje, bi bilo na nebu navidezno 5-krat večje od ščipa, kljub temu, da je veliko dlje. To magnetno polje zadržuje velik tok sevanja delcev v Jupitrovih sevalnih pasovih kjer tudi nastaja ogromen plinski kolobar in valj toka, povezan z Io. Da je Jupiter močan vir radijskih valov so po naključju odkrili ameriški raziskovalci leta 1955. Večina energije je pri valovnih dolžinah nekaj deset metrov in desetin metrov.

## Raziskovanje Jupitra
Veliko vesoljskih sond so poslali na Jupiter. Vse do sedaj so bile ameriške. Pioneer 10 je letel mimo planeta decembra 1973. Sledil mu je Pioneer 11 natanko leto kasneje. Voyager 1 je letel mimo leta 1977, Voyager 2 pa leta 1979. Sonda Galileo se je vtirila v Jupitrovo tirnico leta 1995, vrgla manjši raziskovalni satelit v Jupitrovo atmosfero in opravila več preletov vseh Galilejevih lun. Sonda Galileo je bila leta 1994 priča tudi trku kometa Shoemaker-Levy 9 z Jupitrom, ko se je bližala planetu. Nudila je ugoden pogled na ta presenetljiv dogodek.
Po odkritju tekočega oceana na Jupitrovi luni Evropa in zaključku odprave Galileo, ki je zapustil tir septembra 2003 NASA načrtuje odpravo, ki bo raziskovala ledene lune. Odprava JIMO bodo iztrelili do leta 2012 ali še pozneje.

## Jupitrovi naravni sateliti
Tiri Ie, Evrope in Ganimeda tvorijo vzorec znan kot Laplaceova resonanca. Na vsake štiri Iunine obhode okoli Jupitra naredi Evropa natančno dva obhoda, Ganimed pa natanko enega. Ta resonanca povzroča, gravitacijske pojave na vse tri lunine tire in popači njihove tire v eliptične oblike, saj na vsako luno deluje dodatni povlek sosednjih lun v vsaki točki njenega tira. Na drugi strani plimska sila z Jupitra zaokrožuje njihove tire. To stalno vlečno delovanje povzroča redno upogibanje oblik vseh treh lun. Jupitrova težnost razteza lune močneje med območji tirov, ki so bližje planetu in jim dopušča, da privzamejo bolj krogelne oblike, ko so dlje stran. To upogibanje povzroča plimsko segrevanje njihovih jeder. Najbolj opazen je ta pojav pri Ii, kjer njeni ognjeniki neobičajno močno delujejo, manj pa na geološko mladi površini Evrope, ki nakazuje nedavno ponovno preoblikovanje njene površine.

### Razvrstitev Jupitrovih naravnih satelitov
Jupitrove lune delimo v štiri glavne skupine:
1. Notranjo skupino je v celoti odkrila odprava Voyager razen pri Amalteji. Vse lune imajo premere manj kot 200 km in tire s polosjo manjšo od 200.000 km. Njihov naklon tira je manj kot stopinja.
2. Galilejeve lune je odkril Galilej. Krožijo v območju med 400.000 in 2.000.000 km. To so največje lune v Osončju.
3. Tretjo skupino so odkrili v 20. stoletju pred Voyagerjem. Njihovi premeri so manjši od 200 km in tiri med 11.000.000 in 12.000.000 km z naklonom tira med 26° in 29°.
4. Zunanje lune so tudi odkrili v 20. stoletju pred Voyagerjem. Njihov premer je manjši od 50 km in tiri med 21.000.000 in 24.000.000 km. Še posebej so znane ker so njihovi tiri vzvratni z nakloni med 147° in 163°.

Predvideva se, da so imele prve tri skupine lun isti izvor. Mogoče kot večja luna ali ujeto telo, ki je razpadlo v obstoječe lune vsake skupine.
Poleg omenjenih štirih skupin obstaja še veliko manjših lun v dolgih, iz srednjih, vzvratnih tirih okoli Jupitra. Večina v premeru ni večja od kilometra ali dva. Vse te lune so po vsej verjetnosti ujeta asteroidna ali kometna telesa, ki so raztresena v več kosov. Celotno število znanih Jupitrovih lun je trenutno 80, saj so jih leta 2018 našli še 12. Nekatere so slabo raziskane in še brez imena. Nekaj od teh je spodaj naštetih:
| #  | Oznaka  | Ime         | Slika | Premer (km)              | Masa (×1016 kg) | Srednja polos tira (km) | Obhodni čas (d) | Naklon tira | Izsrednost | Leto odkritja | Avtor prvega opisa              | Skupina    |
| -- | ------- | ----------- | ----- | ------------------------ | --------------- | ----------------------- | --------------- | ----------- | ---------- | ------------- | ------------------------------- | ---------- |
| 1  | XVI     | Metis       |       | 60 × 40 × 34             | ~3,6            | 127690                  | +7h 4m 29s      | 0,06°       | 0,00002    | 1979          | Synnott (Voyager 1)             | Notranja   |
| 2  | XV      | Adrasteja   |       | 20 × 16 × 14             | ~0,2            | 128690                  | +7h 9m 30s      | 0,03°       | 0,0015     | 1979          | Jewitt (Voyager 2)              | Notranja   |
| 3  | V       | Amalteja    |       | 250 × 146 × 128          | 208             | 181366                  | +11h 57m 23s    | 0,374°      | 0,0032     | 1892          | Barnard                         | Notranja   |
| 4  | XIV     | Teba        |       | 116 × 98 × 84            | ~43             | 221889                  | +16h 11m 17s    | 1,076°      | 0,0175     | 1979          | Synnott (Voyager 1)             | Notranja   |
| 5  | I       | Io          |       | 3660,0 × 3637,4 × 3630,6 | 8931900         | 421700                  | +1,7691         | 0,050°      | 0,0041     | 1610          | Galilej                         | Galilejeva |
| 6  | II      | Evropa      |       | 3121,6                   | 4800000         | 671034                  | +3,5512         | 0,471°      | 0,0094     | 1610          | Galilej                         | Galilejeva |
| 7  | III     | Ganimed     |       | 5262,4                   | 14819000        | 1070412                 | +7,1546         | 0,204°      | 0,0011     | 1610          | Galilej                         | Galilejeva |
| 8  | IV      | Kalisto     |       | 4820,6                   | 10759000        | 1882709                 | +16,689         | 0,205°      | 0,0074     | 1610          | Galilej                         | Galilejeva |
| 9  | XVIII   | Temisto     |       | 8                        | 0,069           | 7393216                 | +129,87         | 45,762°     | 0,2115     | 1975/2000     | Kowal & Roemer/ Sheppard et al. | Temisto    |
| 10 | XIII    | Leda        |       | 16                       | 0,6             | 11187781                | +240,82         | 27,562°     | 0,1673     | 1974          | Kowal                           | Himalija   |
| 11 | VI      | Himalija    |       | 170                      | 670             | 11451971                | +250,23         | 30,486°     | 0,1513     | 1904          | Perrine                         | Himalija   |
| 12 | X       | Liziteja    |       | 36                       | 6,3             | 11740560                | +259,89         | 27,006°     | 0,1322     | 1938          | Nicholson                       | Himalija   |
| 13 | VII     | Elara       |       | 86                       | 87              | 11778034                | +257,62         | 29,691°     | 0,1948     | 1905          | Perrine                         | Himalija   |
| 14 | —       | S/2000 J 11 |       | 4                        | 0,0090          | 12570424                | +287,93         | 27,584°     | 0,2058     | 2001          | Sheppard et al.                 | Himalija?  |
| 15 | XLVI    | Karpo       |       | 3                        | 0,0045          | 17144873                | +458,62         | 56,001°     | 0,2735     | 2003          | Sheppard et al.                 | Karpo      |
| 16 | —       | S/2003 J 12 |       | 1                        | 0,00015         | 17739539                | -482,69         | 142,680°    | 0,4449     | 2003          | Sheppard et al.                 | ?          |
| 17 | XXXIV   | Evporija    |       | 2                        | 0,0015          | 19088434                | -538,78         | 144,694°    | 0,0960     | 2002          | Sheppard et al.                 | Ananka     |
| 18 | —       | S/2003 J 3  |       | 2                        | 0,0015          | 19621780                | -561,52         | 146,363°    | 0,2507     | 2003          | Sheppard et al.                 | Ananka     |
| 19 | —       | S/2003 J 18 |       | 2                        | 0,0015          | 19812577                | -569,73         | 147,401°    | 0,1569     | 2003          | Gladman et al.                  | Ananka     |
| 20 | —       | S/2011 J 1  |       | 1                        | –               | 20155290                | −582,22         | 162,8°      | 0,2963     | 2011          | Sheppard et al.                 | ?          |
| 21 | —       | S/2010 J 2  |       | 1                        |                 | 20307150                | -588,36         | 150,4°      | 0,307      | 2010          | Veillet                         | Ananka?    |
| 22 | XLII    | Telksinoja  |       | 2                        | 0,0015          | 20453753                | -597,61         | 151,292°    | 0,2684     | 2003          | Sheppard et al.                 | Ananka     |
| 23 | XXXIII  | Evanta      |       | 3                        | 0,0045          | 20464854                | -598,09         | 143,409°    | 0,2000     | 2002          | Sheppard et al.                 | Ananka     |
| 24 | XLV     | Helika      |       | 4                        | 0,0090          | 20540266                | -601,40         | 154,586°    | 0,1374     | 2003          | Sheppard et al.                 | Ananka     |
| 25 | XXXV    | Ortozija    |       | 2                        | 0,0015          | 20567971                | -602,62         | 142,366°    | 0,2433     | 2002          | Sheppard et al.                 | Ananka     |
| 26 | XXIV    | Jokasta     |       | 5                        | 0,019           | 20722566                | -609,43         | 147,248°    | 0,2874     | 2001          | Sheppard et al.                 | Ananka     |
| 27 | —       | S/2003 J 16 |       | 2                        | 0,0015          | 20743779                | -610,36         | 150,769°    | 0,3184     | 2003          | Gladman et al.                  | Ananka     |
| 28 | XXVII   | Praksidika  |       | 7                        | 0,043           | 20823948                | -613,90         | 144,205°    | 0,1840     | 2001          | Sheppard et al.                 | Ananka     |
| 29 | XXII    | Harpalika   |       | 4                        | 0,012           | 21063814                | -624,54         | 147,223°    | 0,2440     | 2001          | Sheppard et al.                 | Ananka     |
| 30 | XL      | Mnema       |       | 2                        | 0,0015          | 21129786                | -627,48         | 149,732°    | 0,3169     | 2003          | Gladman et al.                  | Ananka     |
| 31 | XXX     | Hermipa     |       | 4                        | 0,0090          | 21182086                | -629,81         | 151,242°    | 0,2290     | 2002          | Sheppard et al.                 | Ananka?    |
| 32 | XXIX    | Tiona       |       | 4                        | 0,0090          | 21405570                | -639,80         | 147,276°    | 0,2525     | 2002          | Sheppard et al.                 | Ananka     |
| 33 | XII     | Ananka      |       | 28                       | 3,0             | 21454952                | -640,38         | 151,564°    | 0,3445     | 1951          | Nicholson                       | Ananka     |
| 34 | L       | Hersa       |       | 2                        | 0,0015          | 22134306                | -672,75         | 162,490°    | 0,2379     | 2003          | Gladman et al.                  | Karma      |
| 35 | XXXI    | Aitna       |       | 3                        | 0,0045          | 22285161                | -679,64         | 165,562°    | 0,3927     | 2002          | Sheppard et al.                 | Karma      |
| 36 | XXXVII  | Kala        |       | 2                        | 0,0015          | 22409207                | -685,32         | 165,378°    | 0,2011     | 2002          | Sheppard et al.                 | Karma      |
| 37 | XX      | Tajgeta     |       | 5                        | 0,016           | 22438648                | -686,67         | 164,890°    | 0,3678     | 2001          | Sheppard et al.                 | Karma      |
| 38 | —       | S/2003 J 19 |       | 2                        | 0,0015          | 22709061                | -699,12         | 164,727°    | 0,1961     | 2003          | Gladman et al.                  | Karma      |
| 39 | XXI     | Kaldena     |       | 4                        | 0,0075          | 22713444                | -699,33         | 167,070°    | 0,2916     | 2001          | Sheppard et al.                 | Karma      |
| 40 | —       | S/2003 J 15 |       | 2                        | 0,0015          | 22720999                | -699,68         | 141,812°    | 0,0932     | 2003          | Sheppard et al.                 | Ananka?    |
| 41 | —       | S/2003 J 10 |       | 2                        | 0,0015          | 22730813                | -700,13         | 163,813°    | 0,3438     | 2003          | Sheppard et al.                 | Karma?     |
| 42 | —       | S/2003 J 23 |       | 2                        | 0,0015          | 22739654                | -700,54         | 148,849°    | 0,3930     | 2004          | Sheppard et al.                 | Pasifaja   |
| 43 | XXV     | Erinoma     |       | 3                        | 0,0045          | 22986266                | -711,96         | 163,737°    | 0,2552     | 2001          | Sheppard et al.                 | Karma      |
| 44 | XLI     | Aeda        |       | 4                        | 0,0090          | 23044175                | -714,66         | 160,482°    | 0,6011     | 2003          | Sheppard et al.                 | Pasifaja   |
| 45 | XLIV    | Kalihora    |       | 2                        | 0,0015          | 23111823                | -717,81         | 164,605°    | 0,2041     | 2003          | Sheppard et al.                 | Karma?     |
| 46 | XXIII   | Kalika      |       | 5                        | 0,019           | 23180773                | -721,02         | 165,505°    | 0,2139     | 2001          | Sheppard et al.                 | Karma      |
| 47 | XI      | Karma       |       | 46                       | 13              | 23197992                | -763,95         | 165,047°    | 0,2342     | 1938          | Nicholson                       | Karma      |
| 48 | XVII    | Kalira      |       | 9                        | 0,087           | 23214986                | -727,11         | 139,849°    | 0,2582     | 2000          | Spahr, Scotti                   | Pasifaja   |
| 49 | XXXII   | Evridoma    |       | 3                        | 0,0045          | 23230858                | -723,36         | 149,324°    | 0,3769     | 2002          | Sheppard et al.                 | Pasifaja?  |
| 50 | —       | S/2011 J 2  |       | 1                        | –               | 23329710                | −725,06         | 151,8°      | 0,3867     | 2011          | Sheppard et al.                 | Pasifaja?  |
| 51 | XXXVIII | Pasiteja    |       | 2                        | 0,0015          | 23307318                | -726,93         | 165,759°    | 0,3288     | 2002          | Sheppard et al.                 | Karma      |
| 52 | —       | S/2010 J 1  |       | 2                        |                 | 23314335                | -722,83         | 163,2°      | 0,320      | 2010          | Jacobson et al.                 | Pasifaja?  |
| 53 | XLIX    | Kora        |       | 2                        | 0,0015          | 23345093                | -776,02         | 137,371°    | 0,1951     | 2003          | Sheppard et al.                 | Pasifaja   |
| 54 | XLVIII  | Silena      |       | 2                        | 0,0015          | 23396269                | -731,10         | 140,148°    | 0,4115     | 2003          | Sheppard et al.                 | Pasifaja   |
| 55 | XLVII   | Evkelada    |       | 4                        | 0,0090          | 23483694                | -735,20         | 163,996°    | 0,2828     | 2003          | Sheppard et al.                 | Karma      |
| 56 | —       | S/2003 J 4  |       | 2                        | 0,0015          | 23570790                | -739,29         | 147,175°    | 0,3003     | 2003          | Sheppard et al.                 | Pasifaja   |
| 57 | VIII    | Pasifaja    |       | 60                       | 30              | 23609042                | -739,80         | 141,803°    | 0,3743     | 1908          | Melotte                         | Pasifaja   |
| 58 | XXXIX   | Hegemona    |       | 3                        | 0,0045          | 23702511                | -745,50         | 152,506°    | 0,4077     | 2003          | Sheppard et al.                 | Pasifaja   |
| 59 | XLIII   | Arka        |       | 3                        | 0,0045          | 23717051                | -746,19         | 164,587°    | 0,1492     | 2002          | Sheppard et al.                 | Karma      |
| 60 | XXVI    | Isona       |       | 4                        | 0,0075          | 23800647                | -750,13         | 165,127°    | 0,1775     | 2001          | Sheppard et al.                 | Karma      |
| 61 | —       | S/2003 J 9  |       | 1                        | 0,00015         | 23857808                | -752,84         | 164,980°    | 0,2761     | 2003          | Sheppard et al.                 | Karma      |
| 62 | —       | S/2003 J 5  |       | 4                        | 0,0090          | 23973926                | -758,34         | 165,549°    | 0,3070     | 2003          | Sheppard et al.                 | Karma      |
| 63 | IX      | Sinopa      |       | 38                       | 7,5             | 24057865                | -739,33         | 153,778°    | 0,2750     | 1914          | Nicholson                       | Pasifaja   |
| 64 | XXXVI   | [Sponda     |       | 2                        | 0,0015          | 24252627                | -771,60         | 154,372°    | 0,4431     | 2002          | Sheppard et al.                 | Pasifaja   |
| 65 | XXVIII  | Avtona      |       | 4                        | 0,0090          | 24264445                | -772,17         | 151,058°    | 0,3690     | 2002          | Sheppard et al.                 | Pasifaja   |
| 66 | XIX     | Megaklita   |       | 5                        | 0,021           | 24687239                | -792,44         | 150,398°    | 0,3077     | 2001          | Sheppard et al.                 | Pasifaja   |
| 67 | —       | S/2003 J 2  |       | 2                        | 0,0015          | 30290846                | -1077,02        | 153,521°    | 0,1882     | 2003          | Sheppard et al.                 | ?          |

Vse Jupitrove lune so plimsko vezane z Jupitrom in zaradi tega je njihova vrtilna doba enaka njihovemu obhodnemu času in tako planetu obračajo vedno isto stran.

## Trki kometov
V času med 16. julijem in 22. julijem 1994 je več kot dvajset drobcev kometa Shoemaker-Levy 9 treščilo v Jupitrovo južno poloblo. Na ta način so prvič neposredno opazovali trk dveh teles v Osončju. V Jupiter zaradi njegove velike mase in položaja blizu notranjega predela Osončja po vsej verjetnosti največkrat trčijo kometi od vseh planetov Osončja.

## Jupiter v leposlovju in filmu
Sir Arthur Charles Clarke je v znanstvenofanstastčnem romanu 2010: Druga odiseja (2010: Odyssey Two) prikazal spremembo Jupitra v zvezdo s pomočjo izredno napredne tehnologije, ki je še povečala gostoto njegovega že gostega jedra. Na Zemlji sta od tedaj na nebu svetili dve zvezdi.
Po Jupitru se imenuje Jupitrova postaja, domišljijska vesoljska postaja v vesolju Zvezdnih stez.